# Naučná stezka Hrotovicko
Naučná stezka Hrotovicko je okružní naučná stezka mezi městem Hrotovice a obcí Rouchovany v okrese Třebíč v kraji Vysočina. Její celková délka je 5 km a na trase je 16 zastavení. Otevřena byla 9. června 2008 za přítomnosti starostů Hrotovic a přilehlých obcí.

## Vedení trasy
Stezka začíná na křižovatce lesních cest Boříkovská a spojnice se Strženeckou cestou u chaty Zelená. Odtud vede souběžně se zelenou turistickou značkou a cyklotrasou 401 až k rozcestníku Mstěnice-odbočka, kde je možná si udělat odbočku k vykopávkám středověké obce Mstěnice. Na této části se nachází 7 zastavení – 6 je věnováno přírodním tématům, sedmé se věnuje obci Mstěnice. Z rozcestí se stáčí ke Stinskému rybníku a kousek za ním se napojuje na účelovou komunikaci Strženec (zastávky 8 a 9). Po této komunikaci se dostává přes Junácké louky a okolo dvojice rybníků Chobot až na křižovatku u tzv. sněžné jámy (zastávky 10–15). Následně se stáčí na lesní cestu a okolo 16. zastávky se vrací na začátek.
Nedaleko jednoho ze zastavení (snad 6. či 7.) se nachází zbytky hradu Mstěnice.

## Zastavení
- Geomorfologie
- Lišejníky
- Kapraďorosty
- Jehličnany
- Listnáče
- Lesní rostliny
- Mstěnice
- Luční rostliny
- Společenský lesní hmyz
- Obojživelníci
- Plazi
- Ptáci
- Savci
- Myslivost
- Lesní porosty
- Lesní hospodářství